# Rancé
Rancé ist eine französische Gemeinde mit 760 Einwohnern (Stand: 1. Januar 2022) im Département Ain in der Region Auvergne-Rhône-Alpes. Sie gehört zum Kanton Villars-les-Dombes im Arrondissement Bourg-en-Bresse und ist Mitglied im Gemeindeverband Dombes Saône Vallée.
Die Einwohner werden Rancéens genannt.

## Geografie
Die Gemeinde Rancé liegt 22 Kilometer nordnordöstlich von Lyon in der Landschaft der Dombes. Das Gemeindegebiet wird vom Bach Morbier durchquert.

### Nachbargemeinden
Umgeben wird Rancé von den Nachbargemeinden Savigneux im Norden, Ambérieux-en-Dombes im Nordosten, Saint-Jean-de-Thurigneux im Osten, Reyrieux im Süden und Südwesten sowie Toussieux im Westen.

## Bevölkerungsentwicklung
| Jahr                       | 1962 | 1968 | 1975 | 1982 | 1990 | 1999 | 2006 | 2014 | 2021 |
| Einwohner                  | 192  | 190  | 204  | 323  | 410  | 498  | 640  | 703  | 741  |
| Quellen: Cassini und INSEE |      |      |      |      |      |      |      |      |      |

## Sehenswürdigkeiten
- Megalith
- Kirche Saint-Pierre, ursprünglich aus dem 12. Jahrhundert, heutiges Bauwerk aus dem 17. Jahrhundert
- Wasserturm

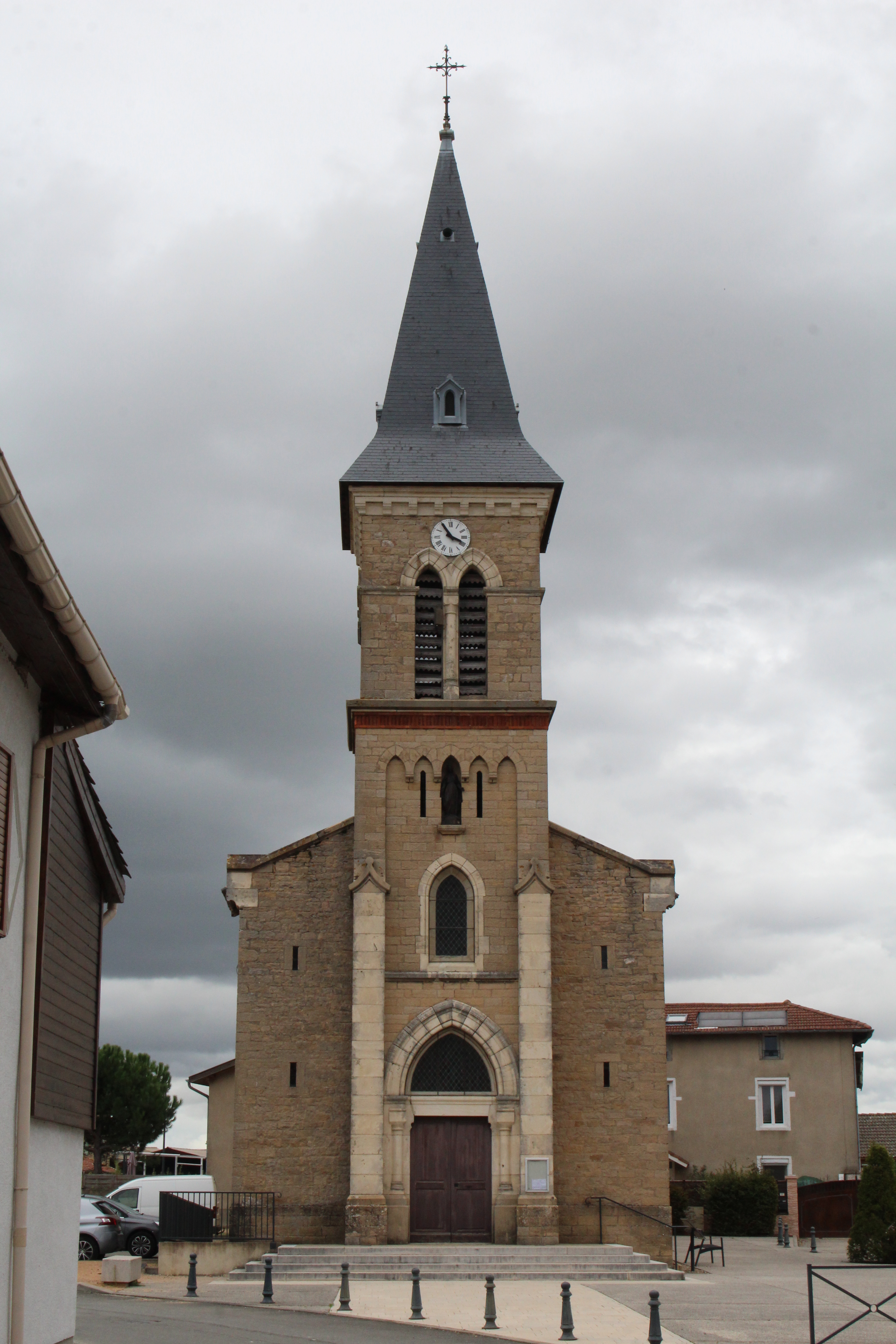
Kirche Saint-Pierre
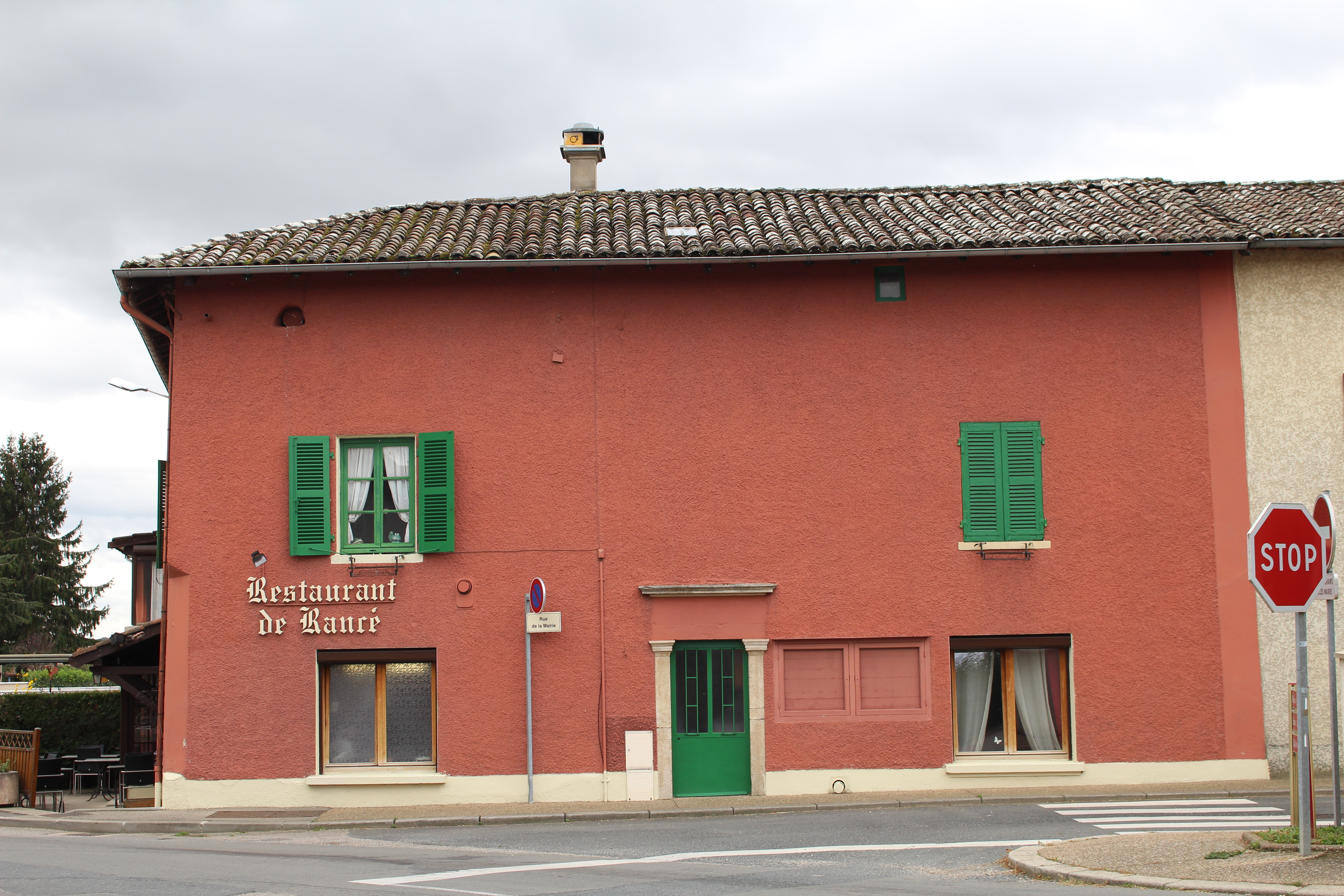
Restaurant de Rancé
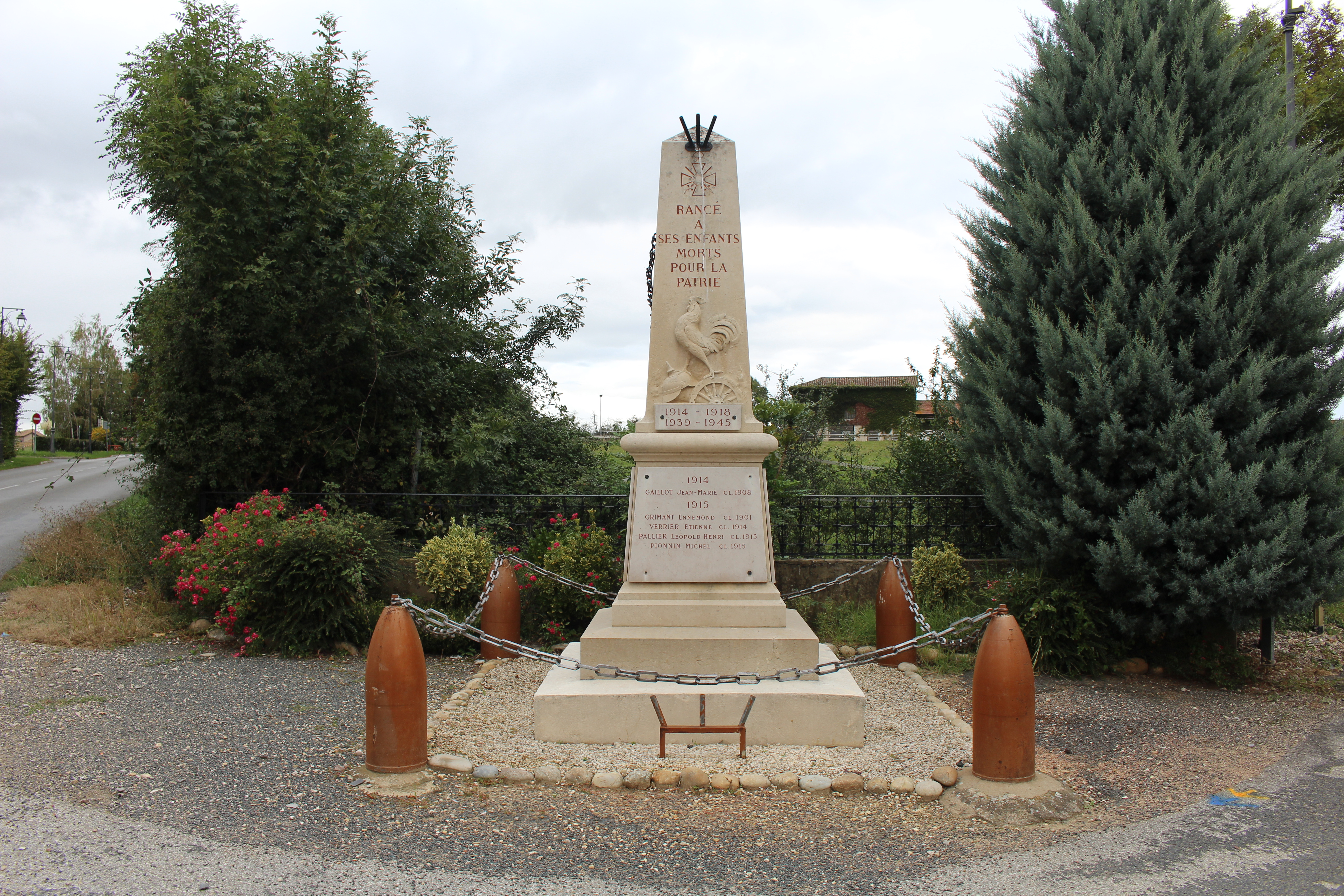
Gefallenendenkmal